# 大杨创世
大杨创世（英語：Dayang Group），全名大連大楊創世股份有限公司，是一家大型服裝製造商，總部設在中華人民共和国遼寧省大連市。其董事長兼CEO是李桂蓮女士。在1979年創立，於普蘭店市楊樹房鎮，與多位婦女一起用縫紉機創業。
除了代工製造幾個歐美著名西裝品牌「亞曼尼」（Giorgio Armani）、Ralph Lauren、BCBG Max Azria、Macy's之外，自己也生產對國內銷售的「創世（Trands）」服裝品牌。

## 旗下品牌
- 高端：创世（TRANDS）
- 凯门
- 网上直销：YOUSOKU
- 凯门学生装

## 沿革
1993年，與大楊集團結盟。1998年，公司名稱變更為「大楊創世」（英文名称：Dayang Trands）。
2000年，成為上海証券交易所上市公司，A股板塊，股票代號：600233。
2016年3月23日，大楊創世（600233）以每股7.72元向圓通速遞全體股東非公開發行合計22.67億股，作價175億元收購圓通速遞100%股權，重組完成後，蛟龍集團將成為上市公司的控股股東，圓通速遞將成為上市公司的全資子公司。
2016年10月17日，經大連市工商行政管理局核准，大楊創世完成公司名稱、註冊資本及經營範圍等事項的工商變更登記手續，並領取了新的《營業執照》，公司名稱由「大連大楊創世股份有限公司」變更為「圓通速遞股份有限公司」；英文名稱變更為「YTOExpressGroupCo.,Ltd」；公司註冊資本增加至28.21億元；經營範圍變 更為：國內、國際快遞：從事道路、航空、水路國際貨物運輸代 理業務；普通貨物倉儲；國內航空運輸代理；汽車租賃服務；供應鏈管理服務。
2016年10月20日，更名為 「圓通速遞」。

## 逸闻
巴菲特曾透漏自己是大杨创世的忠实客户。

## 外部連結
- オフィシャルWeb Site (中文)